# Phalanger intercastellanus
Кускус східний (Phalanger intercastellanus) — вид ссавців родини кускусових з когорти сумчасті (Marsupialia). Вид проживає на острові Нова Гвінея (Папуа Нова Гвінея), на островах Д'Антркасто, Тробріанських островах, Луізіадських островах (Папуа Нова Гвінея). Мешкає у первинних і вторинних і злегка деградованих вологих тропічних лісах на висотах від 0 до 1250 м над рівнем моря. Це досить адаптований вид, якого також можна знайти у садах.

## Загрози та збереження
Зазнає впливу мисливства заради м'яса та шкур, а також впливу втрати місць проживання через вирубку лісу. Проживає в кількох областях відомчого природокористування.